# Battaglia di Cassel (1071)
La battaglia di Cassel ebbe luogo il 22 febbraio 1071 fra i sostenitori di Arnolfo III di Fiandra, tra i quali il re di Francia Filippo I e Roberto il Frisone.
I fiamminghi si erano opposti alla reggenza di Richilde di Hainaut, appoggiata dal re di Francia Filippo, che governava in nome del figlio Arnolfo. Essi si appellarono al potere di Roberto il Frisone, zio di Arnolfo, che s'impadronì delle principali piazze della contea. Richilde chiese allora aiuto al re di Francia. I belligeranti si scontrarono presso Cassel ai piedi della collina. Roberto uscì vincitore dalla battaglia, nel corso della quale Arnolfo perì, mentre la madre Richilde venne fatta prigioniera. Roberto divenne quindi conte delle Fiandre, usurpando così il titolo al figlio cadetto di Richilde, Baldovino II dell'Hainaut.